# Хаудеген
Хаудеген, га́удеґен (нім. Haudegen — «рубаюча шпага», англ. mortuary sword — «мертвецький меч») — важкий кавалерійський палаш, який може класифікуватися як меч.

## Історія
Застосовувався з 1620-х років кавалерією по всій Європі, особливо в Іспанії та Італії. Особливо популярним цей палаш був в Англії у період громадянської війни 1640—1650 років, де він був відомий під назвою — mortuary sword або «мертвецький меч» (траурний меч). Своєю назвою палаш зобов'язаний ґарді, на якій прикрасою часто слугувало зображення страти англійського короля Карла I Стюарта. Зустрічаються й альтернативні прикраси ефеса гаудеґена, що включають в себе фігури в обладунках, герби, а також поширені на велику площу поверхні карбовані орнаменти, абстрактні або геометричні.
Зазвичай гаудеґени мають загальну довжину від 950 до 1100 мм, і вагу від 0,8 до 1,2 кг. Клинок часто мав односторонню заточку. У ґарди відсутня хрестовина, але міг бути «перстень» для великого пальця. Кошик ефеса яскраво виражений, саме це німецький дослідник Томас Лайбле вважає визначальною характеристикою гаудеґена. Від ґарди до верхівка відходили три дуги, які з'єднувалися між собою двома чи трьома перемичками. Руків'я часто прикрашалося декоративним різьбленням.
Важив гаудеґен у межах 1100—1200 г. Гаудеґен був однім з трьох найбільш поширених форм мечів з гардою у вигляді кошика, разом з шотландським кошиковим мечем та ск'явоною. Ск'явоною озброювалися гвардійці венеціанських дожів. Вона з'явилася наприкінці XVI століття та незабаром отримала досить широке поширення в Європі.
Одним з найвідоміших мечів типу гаудеґен, є меч, що належав Оліверу Кромвелю, створений 1650 року. Загальна довжина меча — 968 мм, довжина клинка — 826 мм, ширина у п'яти — 49 мм, ґарда — 129×117 мм, висота навершя — 54 мм, діаметр навершя — 33 мм, вага меча — 1405 грам. На клинку є напис: «For the common wealth the England» (Для загального блага Англії). Меч знаходиться у Музеї мистецтв Філадельфії.